# L'ultimo duello
L'ultimo duello (This Woman is Mine) è un film statunitense del 1941 diretto da Frank Lloyd.
Nell'ambito dei Premi Oscar 1942 il film ha ricevuto la candidatura nella categoria migliore colonna sonora (film drammatico o commedia) per la colonna sonora di Richard Hageman.